# Epocilla chimakothiensis
Epocilla chimakothiensis là một loài nhện trong họ Salticidae.
Loài này thuộc chi Epocilla. Epocilla chimakothiensis được Jastrzebski miêu tả năm 2007.